# Riedsee westlich Leeheim
Riedsee westlich Leeheim este o arie protejată (arie specială de conservare — SAC, sit de importanță comunitară — SCI) din Germania întinsă pe o suprafață de 45,52 ha, integral pe uscat.

## Localizare
Centrul sitului Riedsee westlich Leeheim este situat la coordonatele 49°51′33″N 8°25′14″E / 49.8592°N 8.4206°E.

## Înființare
Situl Riedsee westlich Leeheim a fost declarat sit de importanță comunitară în noiembrie 2004 pentru a proteja un număr necunoscut de specii din flora spontană și fauna sălbatică aflate în arealul zonei. Situl a fost protejat și ca arie specială de conservare în martie 2008.

## Biodiversitate
Situată în ecoregiunea continentală, aria protejată conține 1 habitat natural: Ape puternic oligomezotrofe cu vegetație bentonică cu Chara spp..
La baza desemnării sitului se află un număr nedeclarat de specii protejate.